# Aparat Dräger PL 70
Aparatul PL 70 este un aparat cu circuit deschis, cu alimentare de la suprafață, cu debit livrat la cerere, fabricat de firma Dräger AG. Acest aparat are o greutate mică și poate fi folosit până la adâncimea maximă de scufundare cu aer, 50 m.
Aparatul PL 70 este alimentat cu aer prin furtun, fiind echipat și cu o baterie de butelii cu aer de securitate cu un volum de 800 lN . Comutarea de la alimentarea de la suprafață la alimentarea din rezerva de securitate, se face fie acționat manual (modelul PL 70H), fie acționat automat (modelul PL 70A).
Aparatul PL 70 este echipat și cu un detentor treapta a II-a. Detentorul este o valvă de dozaj controlată de respirația scafandrului și asigură livrarea, la cerere (se deschide la inspirație și se închide la expirație). Aerul expirat este eliminat în mediul acvatic exterior printr-o supapă de evacuare. Aparatul este conectat, prin detentor, la o masca facială simplă sau la masca facială a cagulei unui costum cu volum constant.
Sursa de alimenatare cu aer poate fi de două tipuri:
- baterii de butelii de stocare transportabile la locul scufundării, încărcate la o presiune de 150...200 bar (sc.man.) și prevăzute cu un reductor de presiune care reduce presiunea la valoarea de 8...10 bar (sc.man.)
- compresor de medie presiune, care livrează aer comprimat la o presiune de circa 40 bar (sc.man.) și la un debit de circa 400 lN/min , la care se cuplează un reductor de presiune, care reduce presiunea aerului comprimat de la 40 bar (sc.man.) la 10 bar (sc.man.).